# Buratto (strumento)
Il buratto o frullone è un antico strumento a manovella che mediante un movimento oscillatorio, permetteva di separare la crusca dal fiore della farina. 

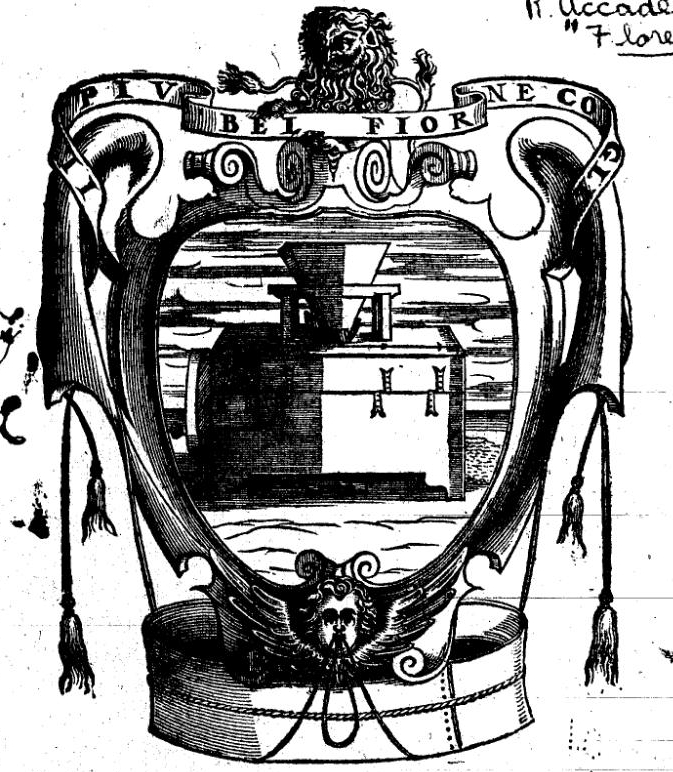
Il simbolo dell'Accademia della Crusca

È raffigurato nel simbolo dell'Accademia della Crusca.